# Let the Bad Times Roll
Let the Bad Times Roll (с англ. — «Пусть пройдут плохие времена») — десятый студийный альбом американской панк-рок-группы The Offspring, выпущенный 16 апреля 2021 года. Это первый альбом, который выпущен на лейбле Concord Records и первый альбом без бас-гитариста Грега Крисела.

## История
Расписание гастролей группы, изменения в составе, юридические проблемы и поиск нового лейбла после их разрыва с Columbia Records, выпустившего предыдущие шесть альбомов The Offspring, способствовали многолетней задержке выпуска Let the Bad Times Roll. Группа начала записывать новый материал для альбома с Роком ещё летом 2013 года, а после перезаписи его в различных студиях и в различные периоды между 2014 и 2019 годами он был завершён к началу 2020 года и был готов к выпуску. Однако из-за пандемии COVID-19 выпуск альбома был перенесён на 2021 год. Альбом вышел 16 апреля 2021 года.
Альбом получил противоречивые отзывы критиков.

## Список композиций
Все песни написаны Декстером Холландом, кроме In the Hall of the Mountain King
| №                   | Название                                          | Длительность |
| ------------------- | ------------------------------------------------- | ------------ |
| 1.                  | «This Is Not Utopia»                              | 2:38         |
| 2.                  | «Let the Bad Times Roll»                          | 3:18         |
| 3.                  | «Behind Your Walls»                               | 3:21         |
| 4.                  | «Army of One»                                     | 3:11         |
| 5.                  | «Breaking These Bones»                            | 2:46         |
| 6.                  | «Coming for You»                                  | 3:48         |
| 7.                  | «We Never Have Sex Anymore»                       | 3:30         |
| 8.                  | «In the Hall of the Mountain King» (Instrumental) | 1:00         |
| 9.                  | «The Opioid Diaries»                              | 2:20         |
| 10.                 | «Hassan Chop»                                     | 2:20         |
| 11.                 | «Gone Away[I]»                                    | 3:16         |
| 12.                 | «Lullaby»                                         | 1:12         |
| Общая длительность: | Общая длительность:                               | 33:21        |

↑ I балладная версия сингла The Offspring 1997 года

## Участники записи

### The Offspring
- Декстер Холланд — вокал, ритм-гитара, бас-гитара, клавишные
- Кевин «Нудлз» Вассерман — гитара, бэк-вокал
- Пит Парада — барабаны (1, 3 — 6, 8 — 12)

### Приглашённые музыканты
- Джош Фриз — ударные (2 и 7)
- Джейсон «Blackball» Маклин — бэк-вокал в «Let the Bad Times Roll»
- Рикардо «Tiki» Пассилас — перкуссия
- Фил Джордан — труба в «We Never Have Sex Anymore»
- Джейсон Павелл — кларнет и саксофон в «We Never Have Sex Anymore»
- Эрик Марбауч — тромбон в «We Never Have Sex Anymore»
- Алан Чанг — пианино в «Gone Away»
- Дэйв Пирс — музыкальное продюсирование «Gone Away»

### Персонал
- Боб Рок — продюсер